# 형도영
형도영(邢道榮, ? ~ 208년)은 후한 말기 영릉 태수 유탁(劉度)의 무장으로 삼국지연의에만 기록된 가공 인물이다.

## 삼국지연의의 묘사
유비(劉備)가 영릉으로 쳐들어 왔을 때 유탁의 아들 유현이 “만 명을 대적하는 인물”이라 평하며 유현과 함께 공격하였으나, 장비(張飛)에게 붙잡혔다.이후 유비와 제갈량이 풀어줄테니 성안에 들어가 협공하자고 했으나. 오히려 성안에서 매복했지만 계략을 간파한 유비군에게 붙잡힌다. 조운(趙雲)의 손에 죽었는데 이화개산부라는 무기를 사용했다고 한다.